# Alt-Mahlsdorf
Die Straße Alt-Mahlsdorf ist das letzte östliche Teilstück auf Berliner Gebiet der auf gemeinsamer Trasse verlaufenden Bundesstraßen B 1 und B 5. Sie liegt vollständig im Ortsteil Mahlsdorf des Bezirks Marzahn-Hellersdorf. Die Straße verläuft auf einem Rücken des Barnim geradlinig in zwei durch einen Grünstreifen getrennten Fahrbahnen. Sie beginnt im Westen an der Kreuzung Kressenweg–Am Kornfeld als Fortsetzung der Straße Alt-Kaulsdorf und setzt sich hinter der Stadtgrenze im Osten im Ortsteil Dahlwitz-Hoppegarten der Gemeinde Hoppegarten fort. Im Kreuzungsbereich Hönower Straße–Hultschiner Damm tangiert sie die Südspitze des historischen Dorfkerns von Mahlsdorf.

## Geschichte der Straße
Die im 13. Jahrhundert entstandene Ost-West-Handels- und Heerstraße zwischen Alt-Berlin und Frankfurt (Oder) trug die historischen Bezeichnungen Chaussee nach Frankfurt, auch Frankfurter Chaussee, und Berliner Straße (bis 1927). Ihre ursprüngliche Trassierung verband die Dorfzentren von Friedrichsfelde, Biesdorf, Kaulsdorf und Mahlsdorf, verlief also eher in Wellenform in West-Ost-Richtung. Im 18./19. Jahrhundert wurde der Verkehrsweg als Chaussee befestigt, in den späten 1920er Jahren verlegte man ihre Trasse etwas weiter südlich des alten Dorfkerns und verbreiterte sie. Der am 26. Juli 1927 vergebene Straßenname verweist auf die Geschichte des Dorfes.
Mit der Entstehung von Reichsstraßen Anfang der 1930er Jahre wurde Alt-Mahlsdorf ein Abschnitt der Reichsstraße 1, die von Aachen über Berlin bis nach Königsberg führte. Seit 1940/1941 hatte sie eine gemeinsame Trassenführung mit der Reichsstraße 5. In der DDR trug sie die Bezeichnung F 1/F 5, seit 1990 heißt sie B 1/B 5.
Auf der damaligen Reichsstraße stieß im April 1945 die 1. Weißrussische Front der Roten Armee ins Zentrum Berlins vor.
Die Nummerierung der Grundstücke folgt dem System der Hufeisennummerierung; auf der Nordseite befinden sich die Nummern 1–70 (von West nach Ost), auf der Südseite die Nummern 79–124 (von Ost nach West). Die Straße verläuft oberhalb des Barnimhangs.

## Bauwerke

### Nordseite, Hausnummernbereich 1–70

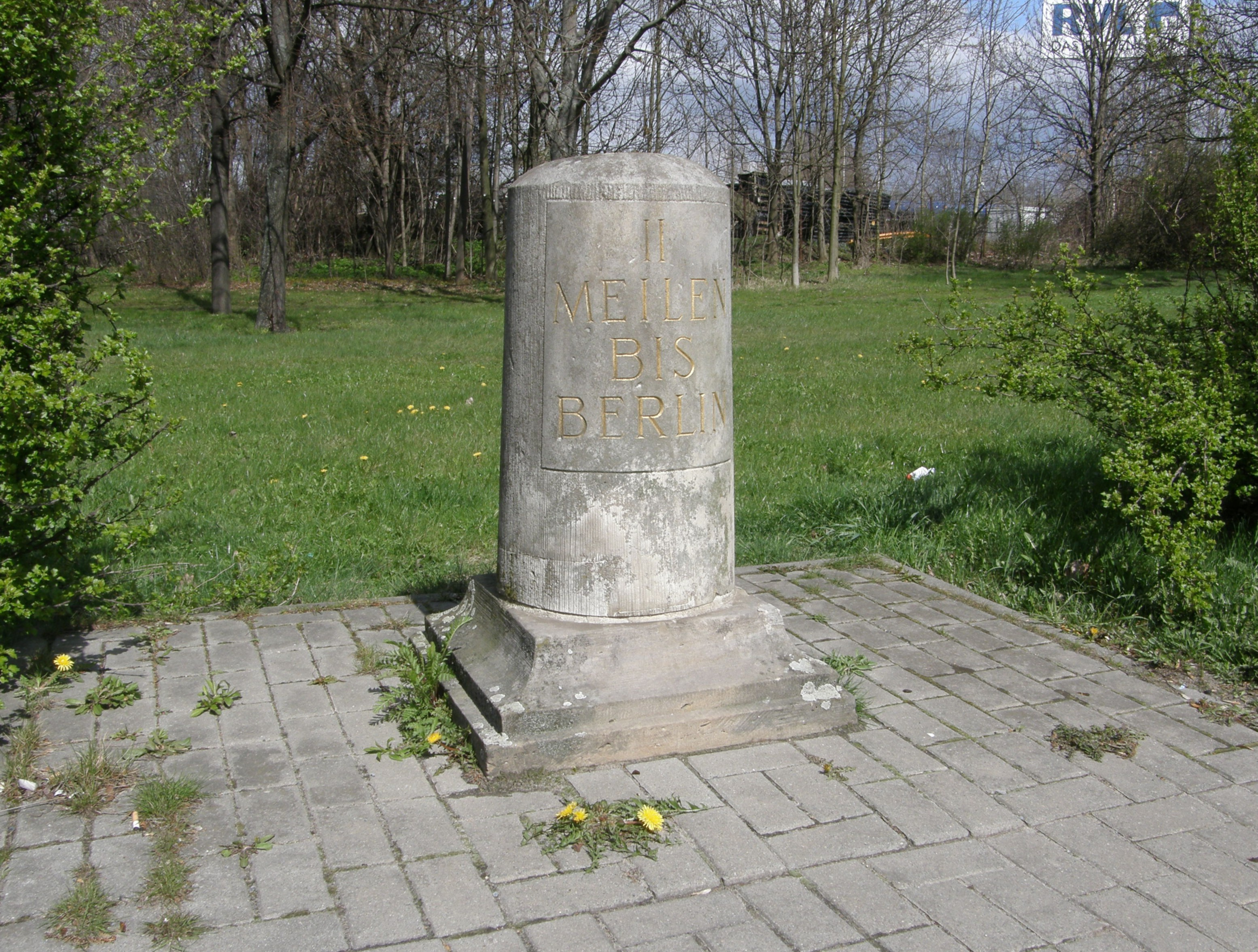
Postmeilenstein

Zwischen der Straße Am Kornfeld und der Neuenhagener Straße sind die Grundstücke fast ausschließlich mit Einfamilienhäusern bebaut. Sie wurden ab den 1930er Jahren errichtet, wie aus den Berliner Adressbüchern zwischen 1930 und 1943 hervorgeht (zahlreiche Baustellen genannt). Nach der Wende entstanden dazwischen einige kleinere Handwerksbetriebe und zwei Hotels. Im Bereich Neuenhagener bis Hönower Straße haben sich einige größere Gewerbebetriebe wie Roller angesiedelt. Der Postmeilenstein II Meilen bis Berlin aus dem Jahr 1792 an der Kreuzung Hönower Straße / Hultschiner Damm ist ein Kulturdenkmal. Zwischen An der Schule und Landsberger Straße gibt es mehrere in den 2010er Jahren entstandene Gewerbebetriebe. Eine alte Scheune (frühere Adresse: Alt-Mahlsdorf 34–36, jetzt: An der Schule 83) wird von der 1991 gegründeten Motorrad-Fahr-Gemeinschaft (MFG) Bunter Haufen Berlin als Clubhaus genutzt.
Im Jahr 1991 gab es im Auftrag des Bezirksamtes und des Senats von Berlin ein städtebauliches Gutachterverfahren über die Möglichkeiten der Anlage eines Gewerbeparks zwischen der Landsberger Straße und der Berliner Stadtgrenze. Anschließend erfolgte die Projektierung und Bebauung durch das Büro Machleidt & Partner. Das dadurch entstandene neue Gewerbegebiet erhielt ein öffentliches Straßennetz und eine dem ländlichen Charakter von Mahlsdorf angepasste Bebauung. Es firmiert unter dem Namen B1 Businesspark.

### Südseite, Hausnummernbereich 79–124

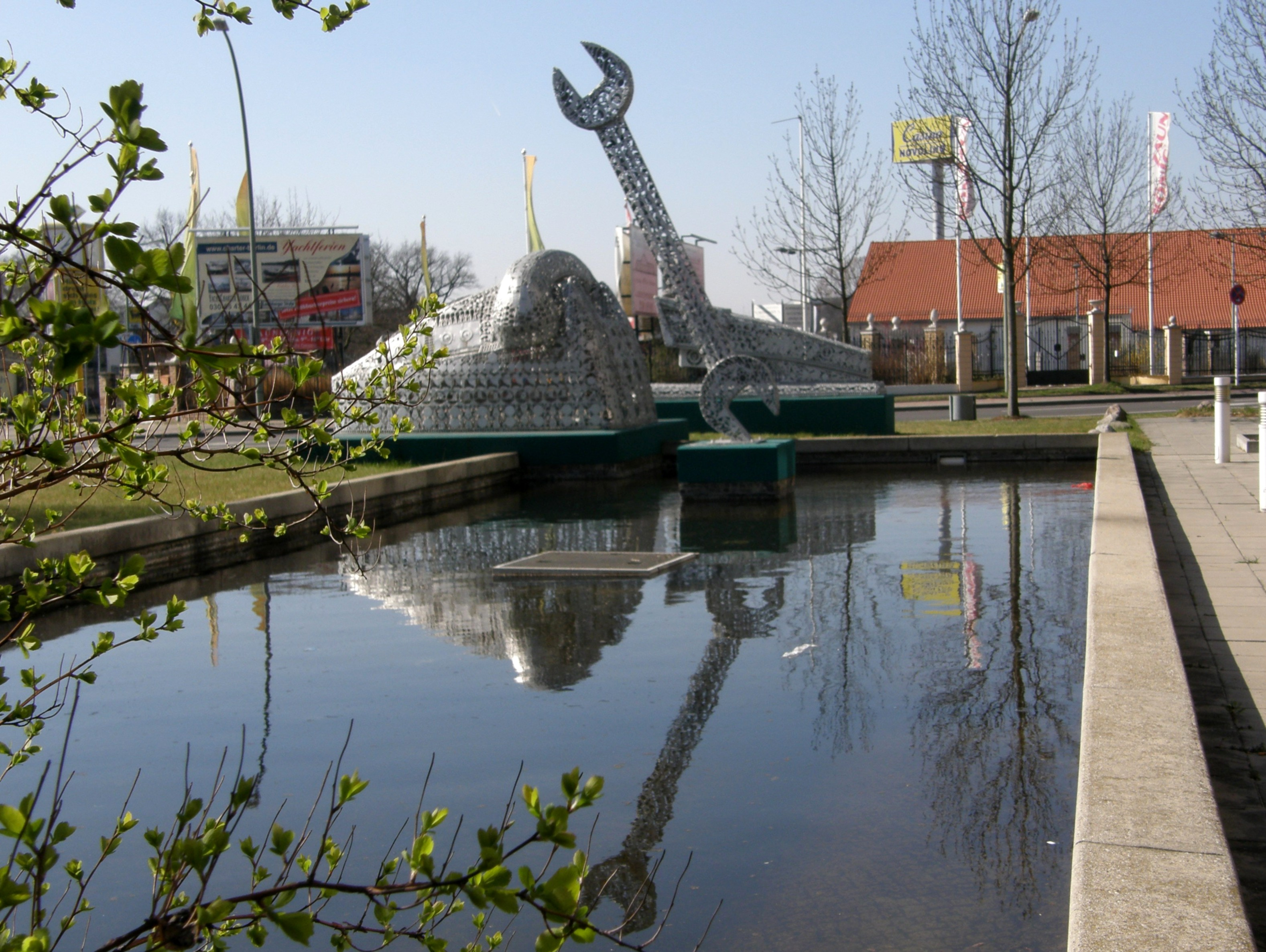
Symbolik für den B1 Businesspark an der Ecke Alt-Mahlsdorf / Landsberger Straße

Im Straßenabschnitt 79–88 befand sich bis 2017 eine Brachfläche. Einwohner berichteten, dass hier zum Ende des Zweiten Weltkriegs eine Flak-Stellung der Wehrmacht vorhanden gewesen sein soll. Im Mai 2017 wurde hier ein 40.000 m² großes Einrichtungzentrum eröffnet.
Zwischen Pilgramer Straße und Hultschiner Damm sind einige ältere eingeschossige Bauwerke erhalten, die überwiegend von Gewerbebetrieben genutzt werden. Die Schmiede (Alt-Mahlsdorf 101) aus dem Jahr 1890 ist Kulturdenkmal.

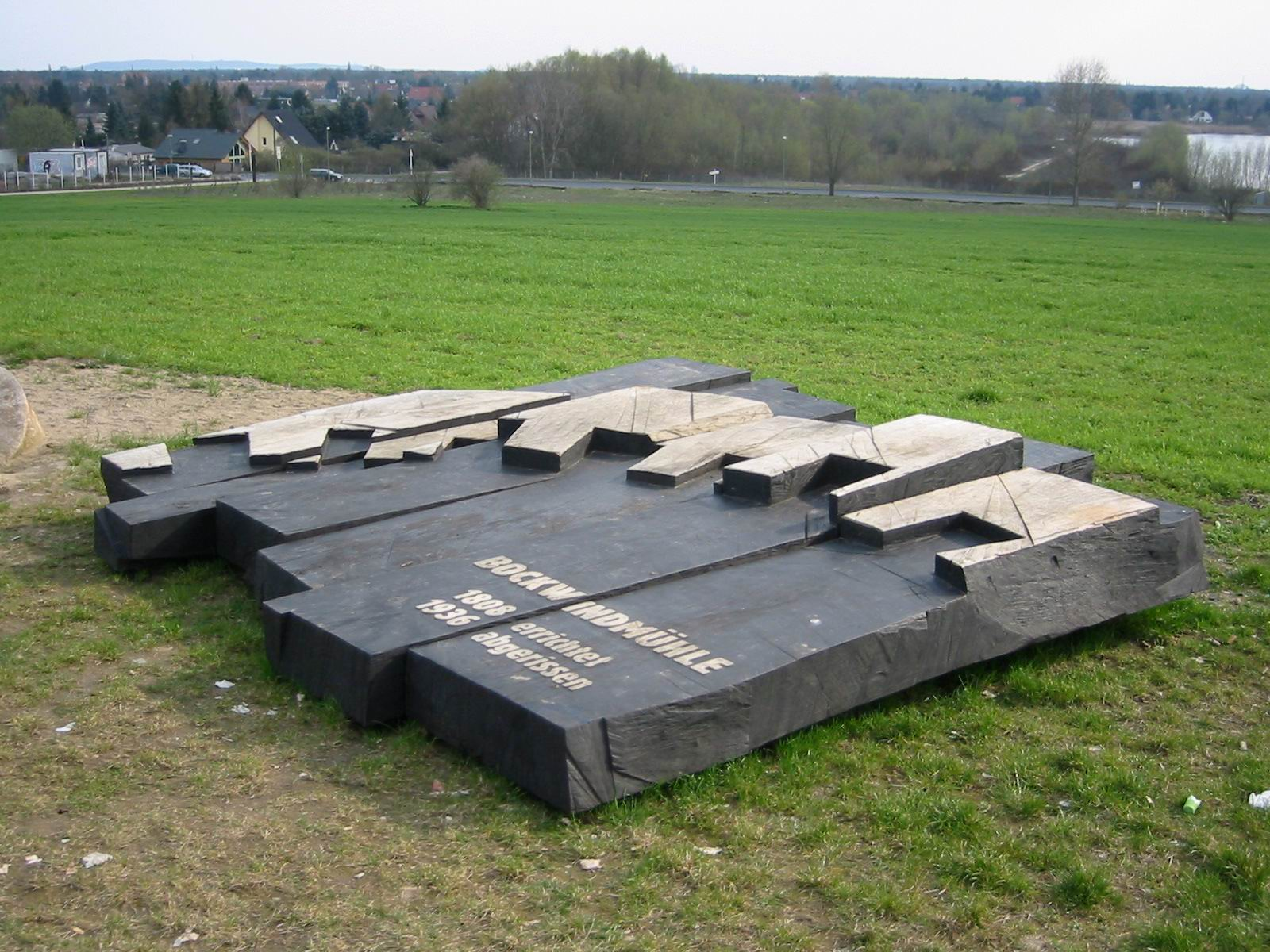
Holzkunstwerk zur Erinnerung an eine Bockwindmühle

Die Firma Pumpen-Pegel unterhält seit den 1960er Jahren an der Ecke Alt-Mahlsdorf 111 / Hultschiner Damm 359 einen Gewerbehof. In westlicher Richtung folgen Betriebe des Kraftfahrzeuggewerbes und eine Tankstelle. Der Verkehrsweg führt dann an einer größeren Freifläche vorbei, deren landwirtschaftliche Nutzung nach 1990 aufgegeben wurde. Sie ist Teil des Berliner Balkons und seit 2012 Landschaftsschutzgebiet. Einige im Jahre 2004 angelegte Fußwege führen über die geneigte Fläche, an denen Holzkunstwerke aufgestellt wurden. Das bekannteste heißt Drei Stühle, darüber hinaus wurde auch unmittelbar an Alt-Mahlsdorf die frühere Grundfläche einer Bockwindmühle künstlerisch gestaltet, die sich hier 1808–1936 befand: Teile eines hölzernen Zahnrades und überdimensionale Stühle mit riesigen Lehnen bilden eine Art Erinnerungsmal (Gemarkungsnummer 123 im Jahr 1935).

## Öffentlicher Verkehr
Der Bereich Alt-Mahlsdorf kann vom S-Bahnhof Mahlsdorf zu Fuß oder unter Benutzung der Straßenbahnlinie 62 von den S-Bahnhöfen Mahlsdorf beziehungsweise Köpenick erreicht werden.
Südlich parallel zu Alt-Mahlsdorf führt die Omnibuslinie 398 auf der Elsenstraße entlang und quert dann Alt-Mahlsdorf im Bereich Pilgramer Straße – Landsberger Straße. Die BVG-Nachtbuslinie N90 kreuzt Alt-Mahlsdorf zwischen Hönower Straße und Hultschiner Damm.